# Nordalbingie
 (février 2022).
Si vous disposez d'ouvrages ou d'articles de référence ou si vous connaissez des sites web de qualité traitant du thème abordé ici, merci de compléter l'article en donnant les références utiles à sa vérifiabilité et en les liant à la section « Notes et références ».

La Nordalbingie en Saxe vers l'an 1000. Le territoire au nord est la marche danoise/marche du Schleswig, celui à l'est le Limes Saxoniae.
La Nordalbingie
Le reste du duché de Saxe
Le reste du royaume de Germanie

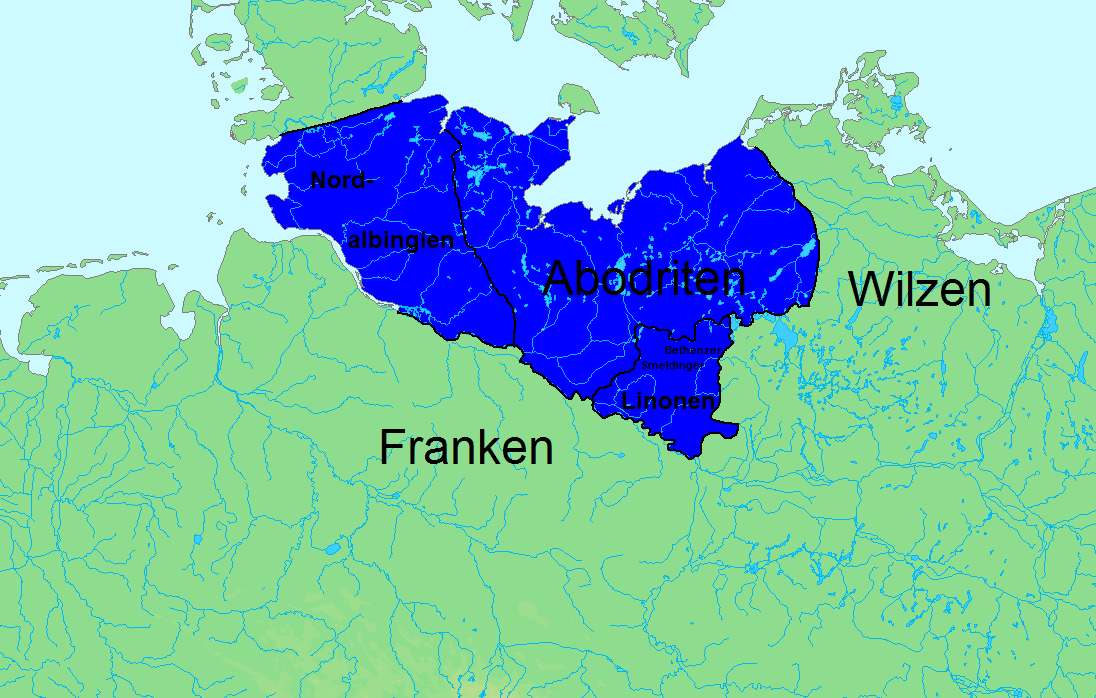
La Nordalbingie au sein de la confédération Obotrite vers 800-814

La Nordalbingie (en allemand : Nordalbingien), également appelé Albingie du Nord, est une région située au nord de l'Elbe, vers son embouchure. C'est une des quatre régions administratives du duché médiéval de Saxe, les autres étant l'Angrie, l'Ostphalie et la Westphalie.
Le nom de la région est fondé sur le nom latin Alba de l'Elbe et fait référence à une zone qui est située principalement au nord du Bas-Elbe et correspond à peu près à la région actuelle du Holstein. Situé dans l'actuel nord de l'Allemagne, c'est le plus ancien domaine connu des Saxons.

## Géographie
Selon le traité de Gesta Hammaburgensis ecclesiae pontificum (1076) du chroniqueur Adam de Brême, la Nordalbingie se compose de trois zones tribales, ou Gaue : le Dithmarschen s'étend le long de la côte de la mer du Nord de l'embouchure de l'Elbe à l'Eider au nord ; le Holstein à proprement parler, est situé sur le Stör, affluent droit de l'Elbe ; le Stormarn, sur la rive nord de l'Elbe, inclut la région actuelle de Hambourg.
Les tribus nordalbingiennes sont alliées aux Saxons s'installant dans le pays de Hadeln (Haduloha) au sud de l'Elbe. À l'est, le Limes Saxoniae, une région inaccessible entre l'Elbe et l'actuel fjord de Kiel sur la mer Baltique, forme une frontière naturelle avec les terres de Wagria colonisées par les Abotrites slaves.

## Histoire
En 772, Charlemagne, roi des Francs, déclenche la Guerre des Saxons pour conquérir les terres de la plaine d'Allemagne du Nord. Selon les Annales royales franques, le noble westphalien Widukind refuse de se présenter à la Diète d'Empire de 777 à Paderborn et s'enfuit à travers l'Elbe vers la Nordalbingie (ou peut-être plus loin, à la cour du roi danois Sigfred). Même après la soumission et la christianisation de Widukind en 785, les tribus nordalbingiennes restent réticentes jusqu'à ce qu'elles soient finalement vaincues à la bataille de Bornhöved en 798 par les forces combinées des Francs et de leurs alliés obotrites, dirigés par le prince Drożko. Les Saxons perdent 4 000 personnes, et 10 000 familles de Saxons sont déportées vers d'autres régions de l'Empire carolingien.
Les zones au nord de l'Elbe ont d'abord été données aux Obotrites, et le pays de l'Hadeln est directement incorporé. Cependant, la Nordalbingie est bientôt envahie par les Danois, et seule intervention du fils de Charlemagne, Charles le Jeune, en 808 les repousse de l'autre côté de l'Eider. L'année suivante, l'empereur fait ériger le château d'Esesfeld près de l'actuel Itzehoe, et toute la région est incorporée à l'Empire franc. Afin de faire face aux invasions en cours menées par le successeur du roi Sigfred, Gudfred, les Francs établissent probablement une marche danoise s'étendant de l'Eider aux fortifications de Danevirke au nord. Après la mort du roi Gudfred, son successeur, Hemming, conclut le traité de Heiligen avec Charlemagne en 811, et l'Eider devra marquer la frontière entre le Danemark et la Francie. Cependant, les querelles entre les deux parties se poursuivront pendant plus d'un siècle jusqu'à ce que le roi franc oriental Henri l'Oiseleur vainque finalement les forces danoises du roi Gnupa à Hedeby en 934.
Après la mort de Charlemagne en 814, les Saxons du Nordalbingien ont été graciés et leurs terres leur restituées par les Obotrites. Selon certaines sources, l'empereur a l'intention d'établir un diocèse de Nordalbingie, dirigé par le prêtre Heridag. Ce projet est abandonné après la mort d'Heridag, et la région ext attribuée aux diocèses de Brême et de Verden sous le règne de l'empereur Louis le Pieux lorsque Ansgar est nommé archevêque de Hambourg en 831.